# Симонс, Юдика
Юдика Симонс (20 августа 1904 — 20 марта 1943) — нидерландская гимнастка. В составе сборной Нидерландов по гимнастике завоевала золотую медаль на Олимпиаде 1928 года в Амстердаме.
Как и остальные члены сборной (Эстелла Агстериббе, Элька Де Леви, Хелена Нордхайм и Анна Дресден-Поляк), а также тренер сборной Геррит Клиркофер была еврейкой и подверглась преследованиям во время Второй мировой войны.
В 1935 году вышла замуж за Бернарда Тиманса. Супруги руководили Центральным еврейским детским домом в Утрехте.
Супруги были депортированы в Собибор вместе с 70 воспитанниками детского дома, из которых только несколько человек пережили войну. Бернард, Юдика, их пятилетняя дочь Соня и трёхлетний сын Леон были убиты после прибытия.
В 1997 году вся сборная Нидерландов по гимнастике была включена в Международный еврейский спортивный зал славы.
В 2010 году возле здания бывшего детского дома в Утрехте, установлены камни преткновения в том числе и в память о Юдике.